# 名古屋コーチン

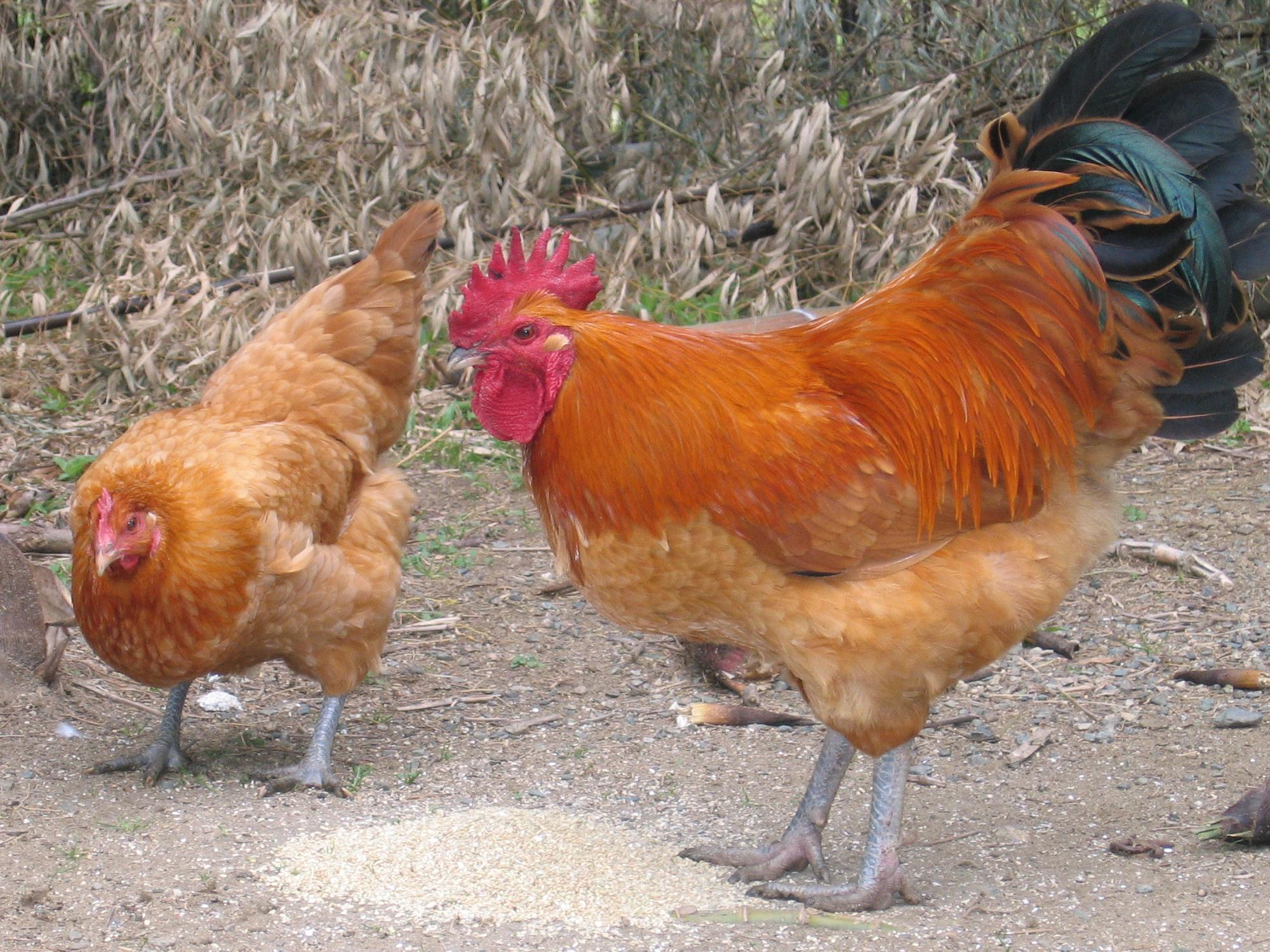
名古屋コーチン（左がメス、右がオス）

名古屋コーチン（なごやコーチン）とは、日本の愛知県特産である鶏の卵肉兼用種である。後に「名古屋種」と改名されたが、21世紀現在も「名古屋コーチン」のままで流通している。
1905年（明治38年）3月10日に日本家禽協会によって国内初の実用鶏種として認定された。

## 概要
名古屋コーチンは、明治時代初期に愛知県で作出された鶏で、1999年（平成11年）6月21日に制定された地鶏肉の日本農林規格にも在来種（明治時代までに国内で成立し、又は導入され定着した鶏の品種）にあげられている。
現在、市場に流通している肉や卵のほとんどは、愛知県畜産総合センター種鶏場から供給された種鶏（親鶏）から産まれた名古屋コーチンによって生産されたものである。
名古屋コーチンは愛知県とその近隣県を中心に日本全国で飼育されていて、その肉や卵は高級食材となっている。卵をよく産み、肉も美味しいことから、「卵肉兼用種」に分類されている。
比内地鶏、さつま地鶏と並ぶ日本三大地鶏の一つである。

## 歴史
愛知県の養鶏は、江戸時代末期に尾張藩士によって鶏の飼育が行われたのが起源といわれ、明治時代以降も産業として定着、発展し、今日に至っても全国有数の養鶏業の盛んな土地である。この愛知県の養鶏の発展とともに歩んできたのが、名古屋コーチンである。
1882年頃に旧・東春日井郡池林村池之内（現在の愛知県小牧市池之内）で、元・尾張藩藩士の海部壮平と名古屋市内で養鶏業を営んでいた弟の海部正秀が、中国から入手したバフコーチンと岐阜地鶏を交配して産まれた鶏から、名古屋コーチンは作出された。名古屋コーチンは、肉質、産卵能力が良く、強健で温厚であるという長所を兼ね備えていたことから、評判になり、尾張地方だけでなく、京都、大阪を中心に全国に広まった。
1903年（明治36年）からは愛知県が育種改良を担うようになり、改良された名古屋コーチンは1905年（明治38年）3月10日に日本家禽協会によって国内初の実用鶏種として認定された。
その後、脚毛が除去され、脚色が鉛色（灰色）に固定されて、1919年（大正8年）に、中央畜産会によって「名古屋種」と改称されたが、現在も「名古屋コーチン」の名前の方が一般的に用いられている。
1955年頃には毎年100万羽以上の雛がふ化され、愛知県のみならず全国に出荷されて、養鶏業の振興に大きく貢献していた。1962年（昭和37年）以降、採卵専用、肥育専用に改良された外国産の種鶏（親鶏）が欧米から輸入されると、養鶏場で飼育される鶏は大量生産に適した欧米系の外国鶏へと変わっていき、名古屋コーチンは次第に活躍の場を失い、飼育羽数が数百羽程度にまで減少した。
1970年頃になると、消費者から愛知県の鶏料理に欠くことができない昔ながらの「かしわ肉」を求める声が高まった。1973年（昭和48年）から、愛知県は名古屋コーチンの「かしわ肉」の生産という新たな展開を目指して、採卵性ではなく産肉性のために大型化に向けた改良に着手した。1984年（昭和59年）に愛知県が、従来よりも産肉性に優れる「肉用名古屋コーチン」の供給を開始すると、当時のグルメ志向、本物志向とも相まって生産羽数が急増し、再び活躍の場を取り戻した。現在も名古屋コーチンは圧倒的な知名度の高さと人気を誇る「地鶏の王様」として君臨している。
2000年（平成12年）からは、愛知県は採卵を目的とした「卵用名古屋コーチン」の供給も開始している。2011年（平成23年）には肉用卵用合わせて約90万羽の雛が生産されている。
2016年（平成28年）に日本家禽協会によって国内初の実用鶏種として認定されたことにちなみ、3月10日が愛知県と名古屋コーチン協会が定める「名古屋コーチンの日」として、日本記念日協会に認定された。

## 普及組織
1973年（昭和48年）に、名古屋市農業センターは、養鶏農家、処理場、ふ化業者、料理店等の協力のもと、名古屋種改良研究会を立ち上げ、名古屋コーチンの種鶏の確保、普及方法の研究といった復活の取組みを開始した。1981年（昭和56年）にこの研究会から名古屋コーチン普及協会が設立され、28年間、生産から販売に至る組織作りを行ってきた。2006年（平成18年）には会員数が70社余までに達し、各種イベントに参加してきた。特に、2005年（平成17年）に開催された愛知万博では90日間愛知県パビリオンで名古屋コーチンの普及活動を行い、知名度を一段と高めた功績がある。
岩倉市でも、1985年（昭和60年）に岩倉市名古屋コーチン振興組合が発足し、名古屋コーチンの普及に取り組んでいる。
2007年（平成19年）9月に名古屋コーチンの生肉や加工品の中に偽物があるという疑いがおこり、一部の販売店では、店頭から商品を撤去するなど、ブランド力が低下した。この問題を契機に、名古屋コーチンの生産・流通・販売に携わる関係者がさらに一体となって、2009年（平成21年）5月には、名古屋コーチンブランドを守ることを目的とした一般社団法人名古屋コーチン協会が設立された。現在、名古屋コーチン協会は消費者が名古屋コーチンの鶏卵肉を安心して購入できるような各種取組みを通じて、消費者の信頼確保を図り、普及の促進に取り組んでいる。

## 生産体制
現在、愛知県における名古屋コーチンの管理体制は、農業総合試験場畜産研究部が育種改良を、愛知県畜産総合センター種鶏場が系統の保存と種鶏（親鶏）の供給を分担して行っている。愛知県から供給された種鶏を使って、名古屋市農業センターと県内5ヶ所の民間孵化場が「肉用名古屋コーチン」と「卵用名古屋コーチン」の優良ひなを生産し、生産者に供給している。生産された肉や卵は、鶏卵肉販売店、百貨店、大手スーパー等を通じて販売されたり、加工食品等に調理して販売されたり、もしくは専門料理店で料理されたりしている。

## 特徴

### 性格や外貌
性格は穏やかで飼いやすい。
かつては非常に強い就巣性があり、巣篭もりすると採卵効率がかなり低下したが、最近は改良が進み、就巣性はある程度弱くなった。
脚が鉛色なのは、基となった名古屋在来鶏の特徴を受継いだ為である。
体形はバフコーチンの影響もあり、日本の地鶏の中でも大型に属している。同じくバフコーチンの形質から、かつては脚毛があったが改良により除去された。

### 鶏肉
肥育専用の鶏であるブロイラーは50日間ほどの短期間で出荷されているが、名古屋コーチンの出荷日齢はおおむね120～150日で、オスの方がメスより早く出荷される傾向がある。
長期間飼育されるため、名古屋コーチンの肉はこくのある旨みと、締まった歯ごたえが増し、ブロイラー鶏肉にはない奥深い味わいが感じられる。
さらに、ほとんどの地鶏が在来種と肥育専用の外国鶏と交配させた交雑鶏であるのに対し、名古屋コーチンは他の鶏と交配させることなく、純血のままを保っていることから、昔ながらの地鶏の味を存分に堪能できる。
名古屋コーチンを用いた郷土料理としては「ひきずり」が代表的な郷土の味である。それ以外にも串焼きや鍋物、刺身、手羽先、鳥めしなどの多種多様なメニューがある。

### 鶏卵
名古屋コーチンの卵は、白玉卵や赤玉卵とは異なり、桜色の卵殻色をしているのが特徴である。卵の大きさはやや小ぶりであるが、卵全体に占める卵黄の比率が高く、とろりとした粘りのある舌触りがあり、卵黄の色は濃く、味は濃厚である。また、厚焼き卵は形がしっかりして、歯ごたえのある食感が味わえる。最近では、親子丼、だし巻き卵、卵スープ、伊達巻、煮卵、温泉卵など、名古屋コーチンの卵を用いた料理や商品も種類が増えてきている。また、濃厚な味を活かして、プリンやカステラ、ケーキ、アイスクリームのような菓子類にも利用され、数多くの人気商品が開発されている。

## 備考
1984年（昭和59年）に肉用名古屋コーチンの供給が始まって、飼育羽数は順調に伸び、2008年（平成20年）には卵用肉用合わせて約130万羽になっている。

## 書籍
- 「名古屋コーチン作出物語 〜 『養鶏も武士道なり』 - 海部兄弟の大いなる挑戦 〜」入谷哲夫著（発行年：2000年、ブックショップ・マイタウン）